# 雙龍・カイロン
カイロン (KYRON)は、韓国のサンヨン自動車が製造・販売していた自動車である。

## 概要
ムッソーの後継として2005年に登場。基本的に3列シートを有する7人乗りだが、グレードにより5人乗りも選択が可能である。
メルセデス・ベンツ技術の第3世代の4気筒2.0L（M200XDi）と5気筒2.7Lコモンレールディーゼル（M270XDi）を搭載。トランスミッションには5速MTもしくは「T-トロニック」と呼ばれるゲート式5ATを組み合わせ、それぞれに2WDと4WDを設定している。ESP、坂道発進補助装置（HDC）、3D-DVDナビゲーション、プライバシガラス、カーテンエアバッグ、足踏み式パーキングブレーキ、メモリー機能つき運転席パワーシートなどの採用で安全性や利便性を追求。

### 年表
- 2005年 - ムッソーの後継車として登場。
- 2007年 - マイナーチェンジ。前後意匠を大幅に変更するとともにエンジン出力を2.7Lは162PS、2.0Lは148PSに上げ、商品力を大幅にアップ。また、トランスミッションもグレードアップし、2.7Lは6速に進化。5MTは2.0Lの2WDにのみ引き続き設定される。輸出仕様にはML320にも搭載されていた220PSの直列6気筒・3.2Lガソリンエンジン（M320）、150PSの直列4気筒・2.3Lガソリンエンジン（M230）も追加された。同時に新規格のナンバープレートが入るように前後バンパーを改良されている。オーディオにUSBメモリ端子を追加。
- 2015年 - 生産終了。後継車種は「D200」で開発を試みたが2回も取り下げられた。それにも諦めずにプロジェクト名J100こと「トーレス」を開発し、カイロン生産終了から7年後の2022年に販売する事を成功し、カイロンの後継車となっている。

## 車名の由来
無限を意味する数学用語「Χ（＝Kai）」と「ランナー（Runner）」を掛け合わせた造語で、「無限の自由、無限の機能」のクロスオーバーSUVという意味である。